# Howerla
Howerla (ukr. Говерла, Howerła; z rum. hovirla – „trudne do przejścia”) – najwyższy (2061 / 2055 m n.p.m.) szczyt Beskidów znajdujący się w Beskidach Wschodnich, w północno-zachodniej części pasma Czarnohory, najwyższy szczyt Ukrainy. Jego stoki mają około 1100 metrów wysokości.

## Geografia
Zbocza góry pokryte są lasami bukowymi i iglastymi, powyżej znajduje się piętro łąk subalpejskich. U wschodniego podnóża wypływa źródło Prutu. Teren Howerli znajduje się w obrębie Karpackiego Parku Narodowego.
Howerla to częsty cel wycieczek turystycznych. Najpopularniejsza trasa prowadzi z tzw. turbazy w Zaroślaku, powstałej na miejscu istniejącego od 1881 schroniska na Zaroślaku.

## Historia

### Granica państwowa

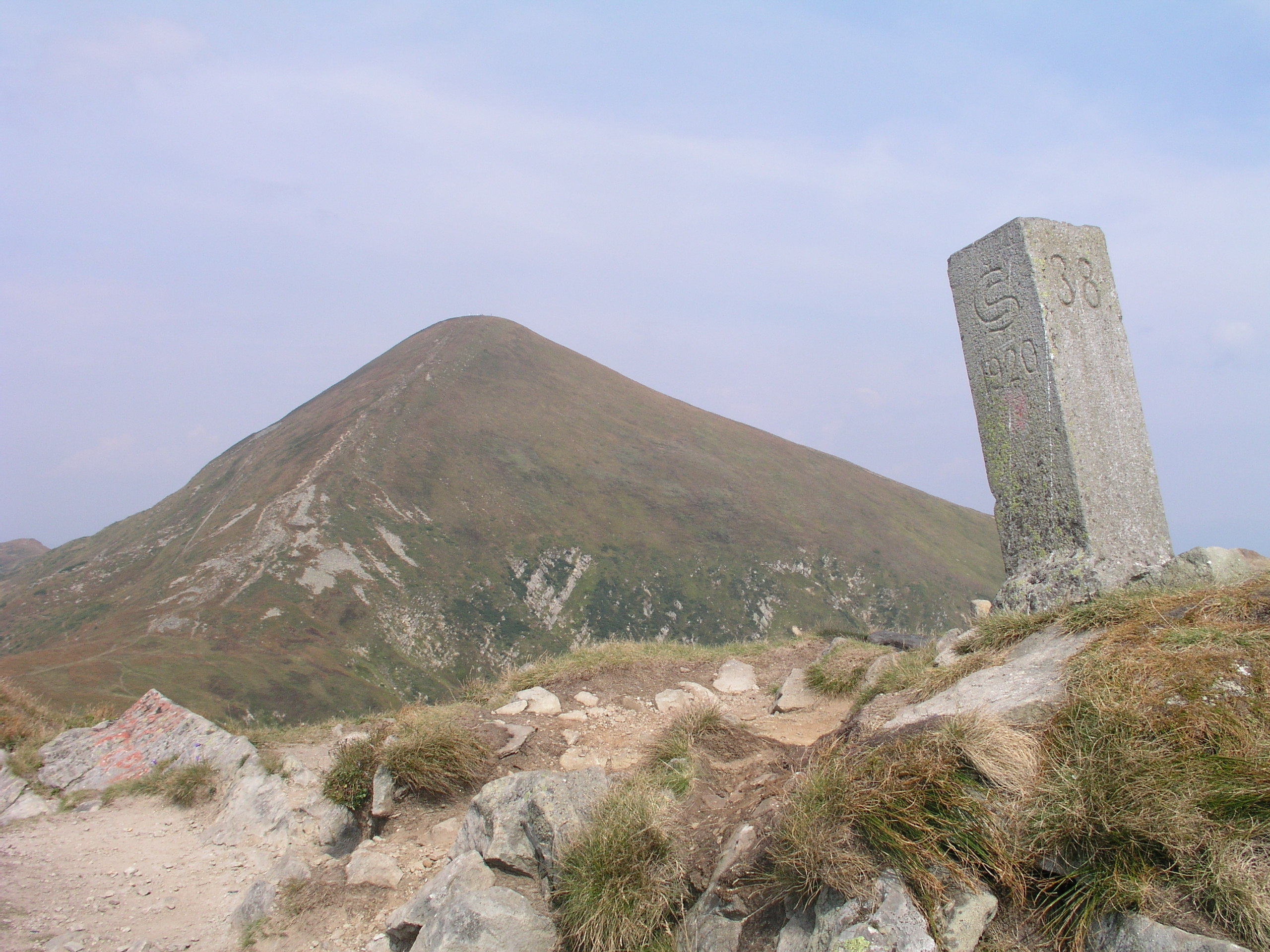
Znak graniczny dawnej granicy polsko-czechosłowackiej widoczny od strony czecho-słowackiej – splecione litery ČS

Do 1772 przez szczyt Howerli biegła granica między Koroną Królestwa Polskiego a Królestwem Węgier. Przed II wojną światową przez szczyt przechodziła południowa granica Rzeczypospolitej Polskiej, pierwotnie granica polsko-czechosłowacka (znak graniczny nr 1), a po aneksji Rusi Podkarpackiej w marcu 1939 r. granica polsko-węgierska, która istniała do 28 września 1939 r. a formalnie do 31 grudnia 1945. Poniżej schroniska na Zaroślaku, nad brzegiem Prutu zlokalizowano placówkę Straży Celnej „Howerla”.